# سمكة الراي اللاسع العملاقة
سمكة الراي اللاسع العملاقة تعيش في مياه جنوب شرق أسيا العذبة. وهي من الأسماك التي تعيش في المياه السحيقة (تحت 200 متر). ومن أشهر المواقع التي تعيش بها هذه الأسماك هو نهر ميكونغ. يصل طول سمك الراي في بعض الأحيان إلى 240 سم.

## مناطق تواجدها
تتواجد بين خطي العرض 20 درجة جنوبا و25 درجة شمال.

## الوصف
قد يصل طول السمكة إلى 240 سم (الذيل غير مدرج)، ووزنها قد يصل إلى 600 كلغ. يسبح سمك الراي اللاسع بواسطة حركة «الطيران» حيث يحرك الأجنحة الصدرية الكبيرة. العمود الفقري الغضروفي لسمك الراي اللاسع العملاق حادّ جدا وينمو من ذيل السمك الشبيه بالسوط.
العيون صغيرة وتليها مباشرة الفتحات التنفسية والتي تكبر العيون في الحجم، وهناك حوالي 37 صف من الأسنان العليا والسفلى.

## الغذاء
لا تستطيع أسماك الراي اللاسعة رؤية فريستها لأن عيونها موجودة في قمة الجسم وأفواهها موجودة في القاع وتستخدم عوضاً عن ذلك حاسة الشم وتكون في ذلك مشابهة للقرش.
تتغذى على الرخويات والعوالق وتستقرّ أسماك الراي اللاسعة العملاقة في القاع بينما تتغذى.

## وصلات خارجية
- موقع يهتم بسمكة الراي العملاقة